# Charles Kennedy
Charles Kennedy (født 25. november 1959 i Inverness, død 1. juni 2015 i Fort William) var formand for det politiske parti De Liberale Demokrater i Storbritannien fra 1999 til 2006. Han var parlamentsmedlem fra 1983 til kort før sin død, og var modstander af sit partis koalitionsregering med Det Konservative Parti (2010-2015).

## Partileder
Charles Kennedy var tidligere socialdemokrat. Han blev leder af partiet Liberal Democrats den 9. august 1999.
Han trådte tilbage som formand den 7. januar 2006 efter at han indrømmede at have et alvorligt alkoholproblem.

## Medlem af Underhuset
I 1983-2015 var Charles Kennedy været underhusmedlem for en kreds i det nordvestlige Skotland. Kredsens navn og grænser er ændret flere gange, men øen Skye og Ross på fastlandet har hele tiden hørt til kredsen.
I 1983-1987 var Charles Kennedy Underhusets yngste medlem.
Charles Kennedy mistede sin kreds i parlamentsvalget 2015, bare en måned før sin død.

## Rector på Glasgow Universitet
I 2008 blev Charles Kennedy valgt til rector for universitetet i Glasgow, hvor han selv studerede ("rector" betyder i denne sammenhæng de studerendes valgte repræsentant over for universitetets ledelse). Han blev genvalgt til posten i 2011, og blev i 2014 afløst af programmøren Edward Snowden.